# Geusa
Geusa este o comună din landul Saxonia-Anhalt, Germania.